# Nykøbing Falster Frisørmuseum
Nykøbing Falster Frisørmuseum er en privat samling af hele saloner, frisørartikler og instrumenter, som har haft en betydning for frisørfaget gennem tiderne. Museet ligger i Nykøbing Falster i samme bygning som Brandmuseet.
Der fremvises frisørsaloner fra mere end 50 år tilbage i tiden. Salonerne er opstillet i originale miljøer. I 2008 åbnede museet i nye lokaler. Det drives af Guldborgsund Kommune.
I december 2014 blev det annonceret, at en del af museet skulle flyttes til den nye attraktion på Dyrehavsbakken; Korsbæk på Bakken, hvor byen Korsbæk fra tv-serien Matador bliver opbygget. Det drejede sig om én ud af de i alt 10 saloner, som museet består af.